# Ernesto Dethorey
Ernesto Dethorey Camps (Barcelona, 13 de septiembre de 1901 - Estocolmo, 24 de octubre de 1992) fue un periodista, traductor y diplomático español nacionalizado sueco, país en el que vivía desde antes de la guerra civil española y en el que tras esta se afincó.

## Biografía
Aunque nació en Barcelona, cuando sólo tenía 3 años su familia se mudó a Filipinas, donde su padre había conseguido un trabajo y vivieron hasta 1914 en la isla de Panay. Tras un brevé periodo de nuevo en Barcelona, donde estudió en la Academia Hispano-Francesa de Barcelona, la familia se desplazó a Liberia, pero tras haber enfermado de malaria, regresaron definitivamente a España instalándose en Mallorca.
A partir del año 1921 es crítico de arte para los periódicos El Día, propiedad de Juan March Ordinas, y La Nostra Terra. Es un gran defensor de las vanguardias artísticas y participa en la vida cultural mallorquina asociado a sus amigos Jacobo Sureda, Gabriel Alomar y Fortunio Bonanova, firmantes, con Jorge Luis Borges, del Manifiesto ultraísta
En el año 1927 contrajo matrimonio en Mallorca con la sueca Gertie Börjesson y se instalan en Estocolmo, donde posteriormente Ernesto trabajará de profesor de español. Al mismo tiempo, en el año 1929 varios medios españoles (La Voz de Sóller, La Libertad y La Vanguardia) le nombran corresponsal en Suecia y durante la Segunda República Española se le nombra jefe de prensa de la Embajada Española. Tras la victoria de Franco en la guerra civil española, y debido a que era simpatizante y defensor de la república, renunció a este puesto y pidió la nacionalidad sueca.
Fue asesor de español en la Academia Sueca.
Durante la Segunda Guerra Mundial ayudó a los refugiados que huían del nazismo, entre ellos algunos tan conocidos como Willy Brandt y Bruno Kreisky.

## Traducciones (selección)
- Mazurca para dos muertos y Del Miño al Bidasoa, de Camilo José Cela, obras que tradujo del español al sueco junto a Knut Ahnlund.

## Premios (selección)
- 1949. Premio Patria Libertad República otorgado en París por la República española en el exilio
- 1989. Premio Creu de Sant Jordi, Barcelona
- 1989. Medalla de la Orden de Isabel la Católica impuesta por el rey Juan Carlos I.[4]

## Publicaciones
- 1923. Kokó, la reina Krú